# Шастра
Ша́стра (санскр. शास्त्र , IAST: śāstra, «наставление, правило, руководство, сборник, священная книга или трактат», «призыв, гимн») — вид пояснительного текста, использующийся в индийских религиях; комментарий к сутре. В более широком смысле шастра — знание о каком-либо предмете или узкой области науки. Например, обозначение умения владения каким-либо типом оружия (например, астра-шастра (санскр. अस्त्र, IAST: astra, «виды метательного оружия»). В трактате «Артхашастра», написание которого приписывают брахману Каутилье, излагаются правила поведения правителей, в том числе указано, как назначать и использовать министров, эксплуатировать земли и ресурсы и вести войны. Термином шастра также называют канонический текст.